# 伊卡企鵝

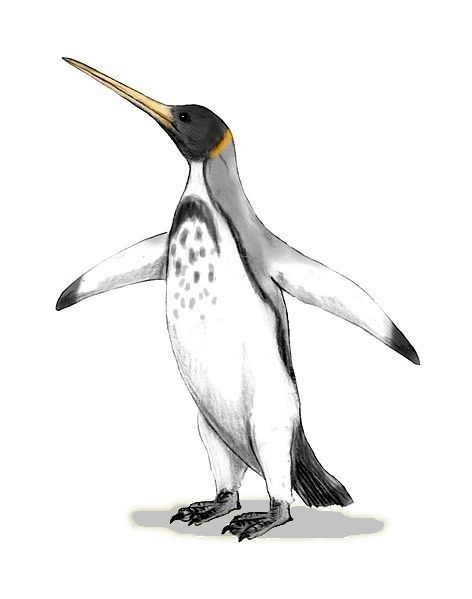
伊卡企鵝的重建圖

伊卡企鵝（学名：Icadyptes salasi）是一種生存於始新世晚期南美洲的巨大企鵝。「伊卡」的意思是其發現地的秘魯伊卡大區。
伊卡企鵝的化石遺骸是在秘魯海岸沙漠由朱莉亞·克萊克博士（Dr. Julia Clarke）所發現。牠們的化石是與始新世早期的Perudyptes devriesi，及三種未命名的企鵝一同發現。
伊卡企鵝高1.5米，比所有現今的企鵝都要大。牠們有如矛般長的喙，就如鷺科。學者認為這種尖長的喙是企鵝的初期形態。伊卡企鵝是已知第三大的企鵝。
伊卡企鵝及Perudyptes devriesi生存於過往6500萬年間最溫暖的時期及緯度。現今只有少量企鵝，如黑腳企鵝及加拉帕戈斯企鵝，才會生存在如此溫暖的地方。
伊卡企鵝的發現引發對企鵝演化的重新評估。科學家以往相信企鵝是在南極及新西蘭開始進行演化，並於約1000萬年前移近赤道。但是伊卡企鵝卻是於3400萬年前就已適應了溫暖的環境。